# Новозеландская поганка
Новозеландская поганка (лат. Poliocephalus rufopectus) — вид птиц из семейства поганковых (Podicipedidae), эндемик Новой Зеландии.
Первоначально вид был распространён по всей территории Новой Зеландии, однако в середине XIX века на Южном острове популяция стала сокращаться. На Северном острове популяция считается стабильной.
Питаются преимущественно насекомыми и их личинками, а также мелкими моллюсками, например улитками.